# Бурунов, Сергей Александрович
Серге́й Алекса́ндрович Буруно́в (род. 6 марта 1977, Москва, СССР) — российский актёр театра, кино, озвучивания и дубляжа, пародист, телеведущий. Лауреат премии «ТЭФИ» (2019).
Наиболее известен благодаря ролям в российских фильмах и сериалах: «Полицейский с Рублёвки», «Домашний арест», «Ивановы-Ивановы», «Последний богатырь», «Мылодрама», «Пара из будущего». Также известен как актёр телепередачи «Большая разница» на «Первом канале». В рамках программы спародировал наибольшее количество персон и имеет наивысший зрительский рейтинг и интерес (количество проголосовавших и просмотревших его профиль).
Кроме того, Бурунов снимается в рекламе и участвует в дубляже зарубежных художественных фильмов (часто дублировал Леонардо Ди Каприо, Джонни Деппа и Адама Сэндлера) и мультфильмов. Ранее озвучивал телесериалы и компьютерные игры.

## Биография
Родился 6 марта 1977 года в Москве. Отец — Александр Анатольевич Бурунов, электротехник; мать — Татьяна Викторовна Бурунова (скончалась в 2010 году), медсестра. Старший брат — Олег Александрович Бурунов, переводчик.
Семья Буруновых жила недалеко от аэропорта Домодедово в городе Видное. Отец часто возил сыновей на Тушинский аэродром и на авиабазу в Кубинке на показательные выступления лётчиков-асов, поэтому Сергей с детства был увлечён небом и самолётами.
В школе Сергей четыре года занимался восточными единоборствами, что впоследствии пригодилось при поступлении в военное училище. В старших классах средней школы занимался как пилот-любитель во 2-м Московском аэроклубе имени Виктора Талалихина, где в 1993 году, в возрасте шестнадцати лет, окончил курс «Лётная эксплуатация учебно-тренировочного самолёта Як-52».
С 1994 по 1996 год учился в Качинском высшем военном авиационном училище лётчиков имени А. Ф. Мясникова по специальности «лётчик-инженер». Был отчислен к концу второго курса за неуспеваемость.
С 1997 по 1998 год — студент эстрадного отделения Государственного эстрадно-циркового училища имени М. Н. Румянцева.
22 марта 2024 года должен был пойти на концерт группы «Пикник» в Крокус Сити Холле, во время которого произошёл теракт, но опоздал.

### Увлечения
Болеет за футбольный клуб ЦСКА.

## Карьера
В 2002 году окончил актёрский факультет Высшего театрального училища имени Б. В. Щукина (художественный руководитель курса — Марина Александровна Пантелеева).
С 2002 по 2006 год — актёр Московского академического театра сатиры. Затем некоторое время сотрудничал с «Театром.doc».
С 2003 года принимает участие в дубляже иностранных картин, его первая работа — озвучивание роли Мэттью Макконахи в фильме «Как отделаться от парня за 10 дней» под руководством Александра Майорова.
В 2007 году был голосом МТРК «Мир», а также диктором анонсов «Радио России».
Пять лет активно снимался в «Большой разнице». С 3 ноября 2013 по 26 января 2014 года являлся наставником команды пародистов в шоу перевоплощений «Повтори!» на «Первом канале».
В 2014—2015 годах принимал участие в пародийном шоу «Супергерои» на телеканале «Пятница!».
Совместно с Дмитрием Нагиевым снялся в рекламе компании «МТС» и стал лауреатом премии ТЭФИ за лучшую мужскую роль в сериале «Мылодрама».
В 2021 году стал ведущим 8-го русского сезона телеигры «Форт Боярд» на канале «СТС». Вёл этот проект под псевдонимом «Серж Бурунов».
С 2023 года ведёт шоу «ОКнутые люди» в социальной сети «Одноклассники».
В 2024 году был ведущим возрождённого шоу пародий «Большая разница» на «Первом канале» (провёл 1 выпуск).

## Предвыборный ролик 2018 года
16 февраля 2018 года в сети появился трёхминутный видеоролик неизвестного происхождения в виде короткометражного фильма, главный герой которого (в исполнении Бурунова) не желал идти на президентские выборы. Ночью герою снится сон, где он на следующий день с ужасом наблюдает многочисленные изменения в быту россиян (увеличение призывного возраста до 60 лет, ограничение количества посещений туалета, живущий в квартире «на передержке» человек нетрадиционной ориентации, которого бросили, и так далее). По окончании ролика герой Бурунова, проснувшись, будит жену, призывая её идти на выборы, пока не поздно. В ролике также снимались актёры Светлана Галка и Артём Сучков, а режиссёром ролика, по словам Галки, был Александр Бойков (с 2010 года — режиссёр различных промороликов для телеканалов СТС, РЕН ТВ, Матч ТВ и ТВ-3). При этом Бойков опровергает какую-либо причастность к созданию ролика с участием Бурунова. Видеоролик вызвал неоднозначную реакцию в соцсетях, в том числе и у нескольких политических деятелей.

## Творчество

### Работа в театре

#### Московский академический театр сатиры
В Театре сатиры Сергей Бурунов работал с 2002 по 2006 год и был занят в спектаклях:
- «Швейк, или Гимн идиотизму» по мотивам произведений Ярослава Гашека (режиссёр — Александр Ширвиндт) — Бретшнейдер, сыщик
- «Яблочный вор» по мотивам произведений Ксении Драгунской (режиссёр — Ольга Субботина) — человек в переходе, голос в телефоне, лицо из снов
- «Бешеные деньги» по одноимённой пьесе А. Н. Островского — гуляющий в Петровском парке
- «Слишком женатый таксист» по пьесе Рэя Куни (режиссёр — Александр Ширвиндт) — фоторепортёр[6]

#### Театр.doc
- 2007 — «Синий слесарь» по пьесе Михаила Дурненкова (режиссёр — Михаил Угаров) — Андрей

### Фильмография
| Год         | Название                                       | Роль | Примечания, номинации и награды |
| ----------- | ---------------------------------------------- | --- | ------------------------------- |
| 1998        | Сочинение ко Дню Победы                        | пассажир самолёта |                                 |
| 2002        | Кодекс чести-1                                 | эпизод (13-14 серии) |                                 |
| 2003        | Москва. Центральный округ                      | дед Репейникова в молодости |                                 |
| 2004        | Кодекс чести-2                                 | киллер (фильм 6, «Банкиры предпочитают умереть»)                                                                                                 |                                 |
| 2004        | Адам и превращение Евы                         | мент |                                 |
| 2005        | Эшелон                                         | Трушин, капитан Красной армии, замполит батальона                                                                                                | [ 21 ]                          |
| 2005        | Моя прекрасная няня                            | агент риэлторской компании «Монотеп» (серия «Переезд Любови»)                                                                                    |                                 |
| 2006        | Женские истории                                | Яков, врач |                                 |
| 2006        | Острог. Дело Фёдора Сеченова                   | Бандит (37 серия) |                                 |
| 2006        | Остров                                         | адъютант (эпизод) |                                 |
| 2006        | Кто в доме хозяин?                             | Альберт Моисеевич, врач (серия «Даша угощает!»)                                                                                                  |                                 |
| 2006        | Сталин. Live                                   | Василий Васильевич Кокорин |                                 |
| 2006        | Угон                                           | Миша, (серия Бриллиантовые «Мерседесы») |                                 |
| 2006        | Четыре таксиста и собака-2                     | эпизод (в титрах — Сергей Борунов) |                                 |
| 2007        | Эксперты. Группа крови                         | Кирин |                                 |
| 2007        | Погоня за ангелом                              | опер Толкачёв («Белобрысый») |                                 |
| 2007        | Служба доверия                                 | сутенёр Миша |                                 |
| 2008        | Галина                                         | Васильев, сотрудник протокола |                                 |
| 2008        | Ермоловы                                       | агент |                                 |
| 2008        | Знахарь                                        | Егорша, бежавший заключённый |                                 |
| 2008        | Осенний детектив                               | капитан Калинин |                                 |
| 2008        | С. С. Д.                                       | режиссёр реалити-шоу «Пионерлагерь» |                                 |
| 2008        | Украсть у...                                   | следователь Юрьев |                                 |
| 2008        | Я — телохранитель                              | Лапутин |                                 |
| 2008        | ЛОпуХИ: эпизод первый                          | физик |                                 |
| 2008        | Сумасшедшая помощь                             | грабитель |                                 |
| 2008        | Петровка, 38. Команда Семёнова                 | Матусевич, киллер |                                 |
| 2009        | Дикий                                          | порноделец |                                 |
| 2009        | Крест в круге                                  | Сальников |                                 |
| 2009        | Ласковый май                                   | чиновник из Мосжилстроя |                                 |
| 2009        | 220 вольт любви                                | Паша |                                 |
| 2009        | Сердце врага                                   | Франц |                                 |
| 2009        | На игре                                        | Борис, помощник Покровского |                                 |
| 2009        | Отблески                                       | Павел Алексеевич Ерёмин, эксперт-криминалист |                                 |
| 2009        | Десантура                                      | Сергей Александрович Кочин, капитан |                                 |
| 2009        | Семь жён одного холостяка                      | Хомутов, майор |                                 |
| 2009        | Специалист                                     | Слава-Андрей |                                 |
| 2009        | Тухачевский: Заговор маршала                   | Павел Ефимович Дыбенко, командарм 2-го ранга |                                 |
| 2010        | Утомлённые солнцем 2: Предстояние              | заключённый |                                 |
| 2010        | Без права на ошибку                            | Соболь |                                 |
| 2010        | Сорок третий номер                             | следователь Щегольков |                                 |
| 2010        | Сыщик Самоваров                                | Герман |                                 |
| 2010        | Зайцев, жги! История шоумена                   | 2-й пилот |                                 |
| 2011        | Мантикора                                      | Сергей, второй пилот |                                 |
| 2011        | О чём ещё говорят мужчины                      | Зигмунд Фрейд |                                 |
| 2011        | Краткий курс счастливой жизни                  | Тимур Валеев, капитан полиции |                                 |
| 2011        | Сказка. Есть                                   | Геохим |                                 |
| 2012        | Zолушка                                        | Борис Маркович, музыкальный продюсер певца Королевича                                                                                            |                                 |
| 2012        | Кухня (серия № 16)                             | Пётр Ивановский, майор ФМС России |                                 |
| 2013        | Всё включено 2                                 | Коц, турок-бандит |                                 |
| 2013        | Супер Макс                                     | офицер военного училища |                                 |
| 2013        | Шерлок Холмс                                   | Том Тэйлор, моряк флота Её Величества Королевы                                                                                                   |                                 |
| 2014        | В спорте только девушки                        | ректор института |                                 |
| 2014        | Неформат                                       | Аркадий, кинорежиссёр |                                 |
| 2014        | Выпускной                                      | Борис Зиновьев, отец выпускников школы Демьяна и Арсения                                                                                         |                                 |
| 2014        | Ищу жену с ребёнком                            | Борис |                                 |
| 2015        | Духless 2                                      | Сергей Сергеевич Шохин |                                 |
| 2015        | Озабоченные, или Любовь зла                    | Роман Ерёмин, ведущий церемонии награждения |                                 |
| 2015        | Между нами, девочками                          | Пётр Иванович, заслуженный артист РФ, организатор и ведущий свадебных конкурсов (серия № 20)                                                     |                                 |
| 2015        | Неподсудные                                    | Борис Абрамович Березовский, олигарх | [ 23 ]                          |
| 2015        | Петля Нестерова                                | Станислав Владимирович Мурзин |                                 |
| 2015        | Призрак                                        | психолог |                                 |
| 2015        | Срочно выйду замуж                             | Борис |                                 |
| 2015        | Миллионы в сети                                | менеджер / гаджетоненавистник |                                 |
| 2016        | Человек из будущего                            | администратор |                                 |
| 2016        | Ну, здравствуй, Оксана Соколова!               | лор-врач |                                 |
| 2016 — 2018 | Остров 1, 2                                    | Вячеслав Александрович Добровольский, генеральный продюсер телеканала «Горизонт»                                                                 |                                 |
| 2016        | Пятница                                        | Игорь Стрижевский, менеджер клуба |                                 |
| 2016        | Полицейский с Рублёвки                         | подполковник полиции, Владимир Сергеевич Яковлев, замначальника ОМВД «Барвиха-Северное»                                                          |                                 |
| 2016        | Таинственная страсть                           | Вова, переводчик |                                 |
| 2016        | День выборов 2                                 | Андрей Егорович, помощник «большого человека» из Москвы                                                                                          |                                 |
| 2016        | Жених                                          | Ерофеев |                                 |
| 2016        | Невыполненное обещание (короткометражный)      | |                                 |
| 2017 — 2021 | Ивановы-Ивановы                                | Антон Павлович Ива́нов, владелец автосалона |                                 |
| 2017        | Затмение                                       | ведущий шоу Дмитрий Григорьев |                                 |
| 2017        | Лачуга должника                                | Сырник, робот |                                 |
| 2017        | Жизнь впереди                                  | Олег Викторович, учитель физкультуры |                                 |
| 2017        | Последний богатырь                             | Водяной |                                 |
| 2017        | Полицейский с Рублёвки 2                       | подполковник/полковник полиции, (с 8 серии) Владимир Сергеевич Яковлев, начальник ОМВД России «Бескудниково»                                     |                                 |
| 2018        | Ну, здравствуй, Оксана Соколова!               | Анатолий Иванович, доктор |                                 |
| 2018        | Позвоните Мышкину                              | продюсер мюзикла |                                 |
| 2018        | Полицейский с Рублёвки 3                       | полковник полиции, Владимир Сергеевич Яковлев, начальник ОУР ОМВД Барвиха-Северное, с 4-й серии начальник полиции ОМВД России «Барвиха-Северное» |                                 |
| 2018        | Домашний арест                                 | Павел Осипенко, заместитель мэра Синеозёрска |                                 |
| 2018        | Вечная жизнь Александра Христофорова           | полицейский |                                 |
| 2018        | День до                                        | Басов, композитор |                                 |
| 2018        | Только не они                                  | профессор Ксавьеров (только в трейлере; удалённая сцена)                                                                                         |                                 |
| 2018        | Взятка                                         | Стороженко |                                 |
| 2018        | Полицейский с Рублёвки. Новогодний беспредел   | полковник полиции, Владимир Сергеевич Яковлев, начальник полиции ОМВД России «Барвиха-Северное»                                                  |                                 |
| 2018        | Всё или ничего                                 | Коля «Чёрный Ястреб» |                                 |
| 2018        | Полицейский с Рублёвки 4                       | полковник полиции, Владимир Сергеевич Яковлев, начальник полиции, ОМВД России «Барвиха-Северное»                                                 |                                 |
| 2018        | Содержанки                                     | Игорь Дмитриевич Долгачёв, председатель федерального управления, муж Милы, любовник Марины                                                       |                                 |
| 2018        | Туристическая полиция                          | |                                 |
| 2019        | Мылодрама                                      | Владислав Викторович Поляков, гендиректор канала ТСВ                                                                                             | ТЭФИ-2019                       |
| 2019        | Полицейский с Рублёвки 5                       | полковник полиции, Владимир Сергеевич Яковлев, начальник Российской Академии полиции, начальник ОМВД Барвиха-Северное                            |                                 |
| 2019        | Полицейский с Рублёвки. Новогодний беспредел 2 | генерал-майор полиции, Владимир Сергеевич Яковлев, начальник ОМВД России «Барвиха-Северное»                                                      |                                 |
| 2019        | Переаттестация                                 | Отец |                                 |
| 2019        | Мылодрама 2                                    | Владислав Викторович Поляков, гендиректор канала ТСВ                                                                                             |                                 |
| 2020        | Глубже!                                        | Владимир, ведущий |                                 |
| 2020        | Содержанки 2                                   | Игорь Дмитриевич Долгачёв, председатель федерального управления, муж Милы, любовник Марины                                                       |                                 |
| 2021        | Последний богатырь: Корень зла                 | Водяной |                                 |
| 2021        | Родные                                         | Павел Карнаухов |                                 |
| 2021        | Содержанки 3                                   | Игорь Дмитриевич Долгачёв, председатель федерального управления, муж Милы, любовник Марины                                                       |                                 |
| 2021        | Пара из будущего                               | Женя в 2040 |                                 |
| 2021        | Последний богатырь: Посланник тьмы             | Водяной |                                 |
| 2022        | Нина                                           | Слава, второй муж Нины, папа Дани, сумасшедший профессор                                                                                         |                                 |
| 2022        | Происшествие в стране Мульти-Пульти            | Бывалый |                                 |
| 2023        | Слово пацана. Кровь на асфальте                | Кирилл Суворов, отец Вовы и Марата |                                 |
| 2023        | Бременские музыканты                           | Король |                                 |
| 2023        | Я тебя люблю — Je t’aime                       | снимался |                                 |
| 2024        | Он + она                                       | муж подруги |                                 |

#### Музыкальные клипы
- 2014 — Маугли — «Равнодушная любовь»
- 2018 — Ленинград — «Не Париж»: муж Юлии
- 2018 — Ленинград — «Страшная месть»: Иннокентий Петушинский
- 2018 — Сергей Бурунов & Кравц — «Музыка нас связала»
- 2019 — Би-2 — «Философский камень»: генерал-лейтенант
- 2021 — Монеточка и Сергей Бурунов — «Белые розы»
- 2022 — Ольга Серябкина — «Дядя Гена»: Геннадий Викторович

### Дубляж

#### Фильмы

##### Леонардо Ди Каприо
- 2004 — Авиатор — Говард Хьюз[26][27][28][29]
- 2006 — Кровавый алмаз — Дэнни Арчер[30]
- 2008 — Дорога перемен — Фрэнк Уилер[28]
- 2010 — Остров проклятых — Тедди Дэниелс[28]
- 2010 — Начало — Доминик Кобб[31]
- 2012 — Джанго освобождённый — Келвин Кенди[32]
- 2013 — Великий Гэтсби — Джей Гэтсби[33]
- 2013 — Волк с Уолл-стрит — Джордан Белфорт[26][34]
- 2015 — Выживший — Хью Гласс[26][27]
- 2019 — Однажды в… Голливуде — Рик Далтон[35]
- 2021 — Не смотрите наверх — доктор Рэндалл Минди[36]

##### Джонни Депп
- 2009 — Джонни Д. — Джон Диллинджер[27][37]
- 2011 — Турист — Фрэнк Тапело[27][37]
- 2012 — Мрачные тени — Барнабас Коллинз[37]
- 2014 — Превосходство — Уилл Кастер[37]
- 2015 — Чёрная месса — Джеймс «Уайти» Балджер[27]
- 2015 — Мордекай — Лорд Чарльз Мордекай[38]
- 2018 — Фантастические твари: Преступления Грин-де-Вальда — Геллерт Грин-де-Вальд[27]

##### Адам Сэндлер
- 2008 — Не шутите с Зоханом — Зохан[28]
- 2011 — Притворись моей женой — Дэнни Маккаби[28][39]
- 2012 — Папа-досвидос — Донни Бергер[28]
- 2015 — Пиксели — Сэм Бреннер[27]

##### Мэттью Макконахи
- 2003 — Как отделаться от парня за 10 дней — Бенджамин Барри[11][28]
- 2006 — Любовь и прочие неприятности — Трипп[37]
- 2008 — Солдаты неудачи — Рик Долбер[37]

##### Ченнинг Татум
- 2008 — Шаг вперёд 2: Улицы — Тайлер Гейдж[37]
- 2009 — Бросок кобры — Конрад Хаузер (Дьюк)[37]
- 2013 — Штурм Белого дома — Джон Кейл[37]

##### Марк Уолберг
- 2014 — Трансформеры: Эпоха истребления — Кейд Йегер[27]
- 2017 — Трансформеры: Последний рыцарь — Кейд Йегер[27]

##### Саймон Пегг
- 2007 — Типа крутые легавые — сержант Николас Эйнджел[37]
- 2011 — Пол: Секретный материальчик — Грэм Вилли[37]

##### Другие фильмы
- 2007 — Трансформеры — капитан Леннокс (Джош Дюамель)[40]
- 2008 — Невероятный Халк — Эмиль Блонски / Мерзость (Тим Рот)[28]
- 2010 — Машина времени в джакузи — Адам (Джон Кьюсак)[41]
- 2012 — Невозможное — Генри Беннетт (Юэн Макгрегор)[27]
- 2012 — Семь психопатов — Билли Бикл (Сэм Рокуэлл)[28]
- 2013 — Советник — Вестрэй (Брэд Питт)[27][37]
- 2014 — Охотники за сокровищами — Джеймс Гарнер (Мэтт Деймон)[27]
- 2014 — Тупой и ещё тупее 2 — Ллойд Кристмас (Джим Керри)[27]
- 2016 — К чёрту на рога — Кекко Дзалоне[42]
- 2017 — Смерть Сталина — Никита Хрущёв (Стив Бушеми) (дубляж не вышел в свет в РФ)[43]

#### Мультфильмы
- 1990 — Коты-аристократы[44] — дядя Уолдо, Шун Гон
- 1998 — Принц Египта — Рамсес[30]
- 2007 — Черепашки-ниндзя — Донателло[30]
- 2007 — Рататуй — Реми[45][46][47]
- 2011 — Гномео и Джульетта — Парис[48]
- 2012 — Лоракс — магнат Алоиз О’Гер[49][50]
- 2012 — Монстры на каникулах — Дракула[51]
- 2013 — Гадкий я 2 — Грю[33][28][52][53]
- 2014 — Реальная белка — Злюк[54]
- 2015 — Миньоны — молодой Грю[55]
- 2015 — Монстры на каникулах 2 — Дракула[56]
- 2016 — Angry Birds в кино — Леонард[57]
- 2017 — Гадкий я 3 — Грю[53] / Дрю[39]
- 2018 — Кролик Питер — Бенджамин Банни[58]
- 2018 — Монстры на каникулах 3: Море зовёт — Дракула[59]
- 2019 — Angry Birds 2 в кино — Леонард[60]
- 2021 — Кролик Питер 2 — Бенджамин Банни[61]
- 2022 — Изумительный Морис — Морис[62]

#### Компьютерные игры
- 1999 — The Longest Journey — Ворон[63]
- 2006 — Dreamfall: The Longest Journey — Ворон[64]
- 2007 — Ведьмак — Лютик[64]
- 2008 — Lost: Via Domus — Эллиот Мазлоу[64]
- 2011 — The Elder Scrolls V: Skyrim — Цицерон, Чёрная Дверь, Аззадал, Валдар, Винделиус Гатариан, Всадник без головы, Гарук Вой Ветра, Данмер-призрак, Порабощенный волшебник, Призрак, Призрак Старого Хролдана, Соловей-страж, Талин Эбонитовая Рука, Тень, Туманный человек, Фенриг, Хакнир Печать Смерти, Холгейр, Член команды Хакнира[65]
- 2015 — Ведьмак 3: Дикая Охота — Лютик[66]
- 2020 — Call of Duty: Black Ops Cold War — Дмитрий Беликов, Эмерсон Блэк[67][68]

### Озвучивание

#### Мультфильмы и мультсериалы
- 2008—2009, 2011—2015 — Почемучка («Бибигон», «Карусель») — Бит (1-6 сезоны)
- 2009—2013 — Мульт личности («Первый канал»)[69] — Владимир Познер, Никита Михалков, Геннадий Зюганов, Сергей Лавров, Дмитрий Медведев, Дик Адвокат, Виктор Ющенко, Гус Хиддинк, Стас Михайлов, Сергей Собянин, Григорий Лепс, Фёдор Бондарчук, Николя Саркози, Александр Лукашенко, Сергей Безруков, Виктор Янукович
- 2018 — Два хвоста — кот Макс
- 2020 — Белка и Стрелка. Карибская тайна — дядя Яша
- 2020 — Конь Юлий и большие скачки — султан Рашид[70]
- 2021 — Огонёк-Огниво — изобретатель Упс

#### Фильмы и телесериалы
- 2005 — Туристы — Алексей Трофимов (роль Александра Макогона)
- 2007 — Солдаты-13 — рядовой Андрей Скрипка (роль Ильи Белокобыльского)
- 2008 — Апостол — закадровый текст
- 2009—2010 — Журов — Иван Иванович Журов (роль Андрея Панина)[71]
- 2013 — Шерлок Холмс — доктор Джон Ватсон (роль Андрея Панина)
- 2014 — Скорый «Москва — Россия» — перевод за кадром
- 2014 — Кавказская пленница! — Шурик (роль Дмитрия Шаракоиса)
- 2018 — Собибор — закадровый текст
- 2021 — Конёк-Горбунок — Царь (роль Михаила Ефремова)
- 2023 — Кибердеревня — Робогозин
- 2023 — По щучьему велению — кот Баюн[72]
- 2024 — Домовёнок Кузя — домовёнок Кузя[73]
- 2025 — Купцы и дети (сериал) — рассказчик[74]

#### Документальные фильмы
- 2013 — Поздняя любовь Станислава Любшина (Первый канал)
- 2013 — Ирина Купченко. Необыкновенное чудо (Первый канал)
- 2014 — Молодые миллионеры (Первый канал)

## Награды и премии
- Премия «АПКиТ» «лучший актёр второго плана телевизионного фильма/сериала» (2018) — за роль в сериале «Полицейский с Рублёвки в Бескудниково»[75]
- Премия «ТЭФИ» (2019) — за лучшую роль в телесериале «Мылодрама»